# 1786 в Україні

## Події
- Екстракт із указів, інструкцій та установлень (1786)

## Особи

### Народились
- Григорович Василь Іванович (1786—1865) — мистецтвознавець та історик мистецтва, конференц-секретар і професор Академії мистецтв (Петербург), видавець часопису «Журнал изящных искусств». Обраний почесним членом РАН у 1841 році.
- Лизогуб Яків Іванович (1786 — після 1822) — титулярний радник, перекладач при Імператорському Московському театрі.
- Лобойко Іван Миколайович (1786—1861) — російський літератор, білоруський філолог, історик, педагог, Заслужений професор Віленського університету.

### Померли
- Головня Гаврило Матвійович (1706—1786) — український співак, класик партесного мистецтва, релігійний діяч доби Гетьманщини.
- Ковнір Степан Дем'янович (1695—1786) — український архітектор 18 століття, майстер українського бароко.
- Матвєєв Гаврило (1706—1786) — вельможа (з 1738 року), придворний цариці Єлизавети Петрівни, переписувач нотних «Ірмологієв», півчій (бас), композитор, укладач «Азбуки» партесного співу, священик, регент півчого придворного хору.
- Моргулець Йосиф Іван (1733—1786) — руський священик-василіянин, проповідник, педагог, протоігумен Руської провінції (1776—1780), секретар (1771—1772) і протоархимандрит Василіянського Чину (1780—1786), архимандрит Милецького монастиря.
- Тихін Якубовський (1721—1786) — український релігійний діяч в добу Гетьманщини, педагог. Єпископ Воронезький і Єлецький, Суздальський і Юріївський, Севський і Брянський Відомства православного сповідання Російської імперії.

## Засновані, створені
- Буковинський округ
- Катерининський собор (Херсон)
- Київська міська психіатрична лікарня
- Личаківський цвинтар
- Іллінська церква (Новомиргород)
- Церква Різдва Пресвятої Богородиці (Тулинці)
- Мур Дебоскета (Київ)
- Батфа
- Бугаків
- Василиха
- Велика Василівка
- Велика Знам'янка
- Верхній Рогачик
- Ветхалівка
- Гербине
- Горбанівка (Богодухівський район)
- Кам'янка-Дніпровська
- Кортеліси
- Малі Копані
- Очеретувате (Токмацький район)
- Павлівка (Снігурівський район)
- Підгірне (Василівський район)
- Пушкіне (Ріпкинський район)
- Старочуднівська Гута
- Сульжинівка
- Троїцько-Харцизьк